# ماريو غريتش
ماريو غريتش (مواليد 20 فبراير 1957) هو كاهن كاثوليكي مالطي، أصبح كاردينال في 28 نوفمبر 2020.